# Braubach
Braubach település Németországban, Rajna-vidék-Pfalz tartományban. Lakosainak száma 2969 fő (2023. december 31.).

## Népesség
A település népességének változása:
| Lakosok száma | 3044 | 3093 | 3038 | 2929 | 2975 | 2969 |
|               | 2015 | 2017 | 2019 | 2021 | 2022 | 2023 |